# 克劳狄·塔西佗

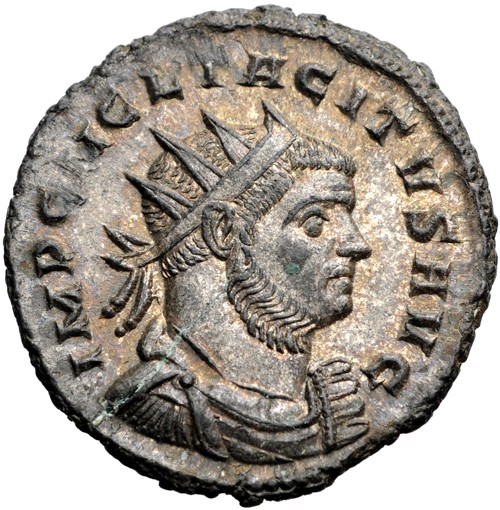
银币上的克劳狄·塔西佗

马尔库斯·克劳狄·塔西佗（拉丁語：Marcus Claudius Tacitus，—276年），是275年12月至276年6月在位的羅馬帝國皇帝。在他短暂的统治期间，他与哥德人和赫鲁利人展开了战争，因此获得了哥德偉大勝利者（Gothicus Maximus）的稱號。

## 生平
克劳狄·塔西佗的早年生活鮮為人知，和著名的罗马元老历史学家塔西佗没有血缘关系。加冕皇帝後流傳著一個起源故事，稱塔西佗是翁布里亞古老家族的繼承人，是帝國最富有的人之一，總財富達2.8億塞斯特斯。他的派別分發了罗马元老历史学家塔西佗的著作，當時幾乎沒有人閱讀塔西佗的著作，這或許是其部分倖存的原因。現代史學否認他所謂的歷史學家血統是捏造的。更有可能的是，他出身於伊利里亞的羅馬軍隊，這使他成為帝國政治中軍隊的代表。
在他漫長的一生中，他擔任過各種民事職務，包括兩次擔任执政官，一次是在瓦勒良皇帝的領導下，另一次是在273年，並且贏得了各界的尊重

## 皇帝
時任皇帝奧勒良於275年9月或10月駐紮在色雷斯準備攻打波斯時被暗殺，他的秘書艾洛斯害怕因撒了一個小謊而受到懲罰，便偽造了一封奧勒良的文書，開列出皇帝即將下令處決的多位軍官名字，艾洛斯將這封文書交給這些軍官，使得這些包括禁衛軍的軍官惶恐不已，決定鋌而走險殺死了奧勒良。軍隊發現真相後非常後悔並殘忍地處死了艾洛斯。
軍隊顯然對其在深受愛戴的皇帝之死中所扮演的角色表示悔恨，並放棄了選擇元老院繼任者的權利。幾週後，年邁的元老塔西佗被推举為皇帝根據《奧古斯塔史》記載，塔西佗在確定元老院對他的誠意後，於275年9月25日接受了他們的提名，並且這一選擇得到了軍隊的誠摯批准 。如果屬實，他是羅馬帝國最后一次由元老院推举的皇帝。然而，這種敘述很可能大部分都是虛構的，正如佐西姆斯和約翰·佐納拉斯報道的那樣，塔西佗實際上是在沒有元老院任何干預的情況下由軍隊宣布為皇帝的。他應該在11月底或12月初宣布稱帝。
在較早的史學中，人們普遍認為奧勒良的妻子烏爾庇婭·塞維莉娜在塔西佗當選之前是單獨執政的女皇，這可能表明存在長達六個月的空位期。當代文獻認為，奧勒良被暗殺與新皇帝加冕之間可能不存在任何空位期。塔西佗成為皇帝前一直住在坎帕尼亞，他很不情願地回到羅馬元老院，並在那裡成為皇帝。他立刻要求元老院議員們神化奧勒良，然後逮捕並處死殺害奧勒良的兇手。在古代文獻中，他當時被描述為非常高齡，但實際上他可能有50多歲了。
塔西佗在位時期最關心的問題之一是恢復古代元老院的權力。他賦予元老院實質的特權，透過法律確保元老院任命皇帝、執政官和省總督，以及對帝國各法院的司法職能提出上訴的最高權利，並確保元老院的指導權。之後的皇帝普羅布斯尊重這些變化，但在戴克里先的改革之後的幾十年裡，這些變化並沒有留下任何痕跡。

### 征戰
接下來，去平定一场以前奥勒良召集的蛮族部队的叛乱，并获得了成功。他同父異母的兄弟、禁衛軍長官弗洛里安努斯和塔西佗本人贏得了對這些蛮族部落（其中包括赫魯利人）的勝利，皇帝塔西佗得了哥德的偉大勝利者（Gothicus Maximus）的稱號。

### 死亡
根據奧勒留·維克多、欧特罗皮乌斯和《奧古斯塔史》記載，塔西佗在西返應對法蘭克人和阿勒曼尼人入侵高盧的途中，於276年6月左右在卡帕多细亚的蒂亞納因熱病去世，當時塔西佗統治了僅僅6個多月。在相反的說法中，史家佐西姆斯聲稱他在任命他的一位親戚擔任敘利亞行省的重要職位後被暗殺。他的同母兄弟，近卫军长官弗洛里安努斯继位。

### 註腳
1. ↑  McMahon, Note 3 （页面存档备份，存于） and accompanying text
2. ↑  Leadbetter 2010，第86頁.
3. 1 2  Hagi 2016，第336頁
4. ↑  Edward Gibbon, The Decline and Fall of the Roman Empire, (The Modern Library, 1932), ch. XII., p. 276
5. ↑  Kienast, Eck & Heil 2017，第227頁.
6. ↑  Gibbon, Edward. . 1888: 274–278.
7. ↑  Historia Augusta, Vita Taciti, 3.2.
8. ↑  Lee Fratantuono. . Bloomsbury Publishing. 2017: 4. ISBN 978-1-3500-2351-2.
9. ↑  Grant, Michael. . New York: Charles Scribner's Sons. 1985: 188–189. ISBN 0-684-18388-9.
10. ↑  Watson, A. . London: Routledge. 1999: 225. ISBN 0-415-07248-4.
11. ↑  Watson, Alaric. . London: Routledge. 1999. ISBN 0-415-07248-4.
12. ↑  Körner, Christian. . . December 23, 2008  [January 6, 2011]. （原始内容存档于2021-05-07）.
13. 1 2  Southern, p. 127
14. ↑  Gibbon, p. 279
15. ↑  Gibbon, p. 280
16. ↑  Victor, Aurelius. . : 36:1.
17. ↑  . .   [2024-10-02]. （原始内容存档于2024-10-09）.
18. ↑  Zosimus.  1. : 63:2  [2024-10-02]. （原始内容存档于2025-02-24）.